# Canotaje en los XXI Juegos Centroamericanos y del Caribe
Se detallan los resultados de las competiciones deportivas para la especialidad de Canotaje
en los XXI Juegos Centroamericanos y del Caribe.

## Canotaje
El campeón de la especialidad Canotaje fue  México.

### Medallero
Los resultados del medallero por información de la Organización de los Juegos Mayagüez 2010
fueron:

#### Medallero Total
País anfitrión en negrilla. La tabla se encuentra ordenada por la cantidad de medallas de oro.
| Núm.  | País                 | Oro | Plata | Bronce | Total | Orden por Total |
| ----- | -------------------- | --- | ----- | ------ | ----- | --------------- |
| 1     | México               | 6   | 5     | 1      | 12    | 1               |
| 2     | Venezuela            | 5   | 3     | 4      | 12    | 1               |
| 3     | Colombia             | 1   | 4     | 2      | 7     | 3               |
| 4     | República Dominicana | 0   | 0     | 3      | 3     | 4               |
| 5     | Puerto Rico          | 0   | 0     | 2      | 2     | 5               |
| TOTAL | TOTAL                | 12  | 12    | 12     | 36    |                 |

Fuente: Organización de los XXI Juegos Centroamericanos y del Caribe

#### Medallero por Género
País anfitrión en negrilla. La tabla se encuentra ordenada por la cantidad de medallas de oro.
| Clasificación por Oro | País                 | Hombres | Hombres | Hombres | Hombres | Mujeres | Mujeres | Mujeres | Mujeres | TOTAL | Clasificación por Total |
| Clasificación por Oro | País                 |         |         |         | Total   |         |         |         | Total   | TOTAL | Clasificación por Total |
| 1                     | México               | 3       | 4       | 1       | 8       | 3       | 1       | 0       | 4       | 12    | 1                       |
| 2                     | Venezuela            | 5       | 3       | 0       | 8       | 0       | 0       | 4       | 4       | 12    | 1                       |
| 3                     | Colombia             | 0       | 1       | 2       | 3       | 1       | 3       | 0       | 4       | 7     | 3                       |
| 4                     | República Dominicana | 0       | 0       | 3       | 3       | 0       | 0       | 0       | 0       | 3     | 4                       |
| 5                     | Puerto Rico          | 0       | 0       | 2       | 2       | 0       | 0       | 0       | 0       | 2     | 5                       |
| TOTAL                 | TOTAL                | 8       | 8       | 8       | 24      | 4       | 4       | 4       | 12      | 36    |                         |

Fuente: Organización de los XXI Juegos Centroamericanos y del Caribe

### Múltiples Ganadores
El tablero de multimedallas para la de los XXI Juegos Centroamericanos y del Caribe Mayagüez 2010 
presenta a los deportistas destacados que conquistaron más de una medalla en las competiciones de Canotaje realizadas en Mayagüez, Puerto Rico.
Fuente: 
Organización de los XXI Juegos Centroamericanos y del Caribe Mayagüez 2010. 
| Clasificación del País | Clasificación del Total | Deportista          | País      | Disciplina |   |   |   | Total |
| 1                      | 24                      | Denisse Olivella    | México    | Canotaje   | 3 | 1 | 0 | 4     |
| 2                      | 29                      | José Ramos          | Venezuela | Canotaje   | 3 | 0 | 0 | 3     |
| 3                      | 72                      | Manuel Cortina      | México    | Canotaje   | 2 | 1 | 0 | 3     |
| 4                      | 95                      | Maricela Montemayor | México    | Canotaje   | 2 | 0 | 0 | 2     |
| 4                      | 95                      | Marcos Pérez        | Venezuela | Canotaje   | 2 | 0 | 0 | 2     |
| 6                      | 134                     | Tatiana Muñoz       | Colombia  | Canotaje   | 1 | 3 | 0 | 4     |
| 7                      | 174                     | Jesús Colmenares    | Venezuela | Canotaje   | 1 | 1 | 0 | 2     |
| 7                      | 174                     | José Cristóbal      | México    | Canotaje   | 1 | 1 | 0 | 2     |
| 7                      | 174                     | Jesús Valdez        | México    | Canotaje   | 1 | 1 | 0 | 2     |
| 10                     | 298                     | Aura Escamilla      | Colombia  | Canotaje   | 0 | 2 | 0 | 2     |
| 10                     | 298                     | Osbaldo Fuentes     | México    | Canotaje   | 0 | 2 | 0 | 2     |
| 10                     | 298                     | Jhonson Vergara     | Venezuela | Canotaje   | 0 | 2 | 0 | 2     |